# Eremo della Madonna dell'Altare
L'eremo della Madonna dell'Altare si trova in Valle Peligna ed è sito alla sinistra della strada statale 84 Frentana, tra il valico della Forchetta ed il monte Porrara, alla sinistra del fiume Aventino.

## Storia
Pietro da Morrone, nel 1235-36 lasciò l'eremo di Castel di Sangro per cercare un luogo più impervio e solitario; superando il valico della Forchetta, arrivò su un contrafforte roccioso e rimase per circa quattro anni in una grotta nei pressi, nei dintorni della quale, nel XIV secolo, i monaci celestini vi costruirono l'edificio religioso. Con l'abolizione dell'ordine dei celestini, avvenuta nel 1807, il complesso religioso passò in gestione alla famiglia Perticone, la quale, nel 1970, donò gli edifici religiosi al comune di Palena. Il toponimo altare, secondo alcuni studiosi, è dovuto alla forma della roccia a forma di altare.

## Descrizione
L'eremo è posto su di una rupe che rende impenetrabile l'edificio su tre lati. Il complesso religioso è formato da una chiesa, un centro abitato e da un giardino pensile. Il centro abitato è composto su tre livelli, compreso il seminterrato. I portali del centro abitato hanno stipiti ed arco a tutto sesto. La chiesa ha copertura a capanna nella parte a sud ed una copertura irregolare a nord. La facciata ha un portale architravato con stipiti, cornice modanata e fregio con stemma centrale. Ai lati del portale vi sono due lesene sulle quali vi sono sei capitelli con ornamenti a voluta e di tipo vegetale e floreale. Sopra il portale vi è un'apertura semicircolare con arco a sesto ribassato. La chiesa ha pianta rettangolare. L'interno della chiesa rispecchia quello di una casa di famiglia facoltosa.

## Tradizioni e leggende
In molte occasioni i pellegrini arrivavano all'eremo trascorrendovi la notte. Vi si giunge il 2 luglio per la festa di san Falco di Palena. La leggenda sulla fondazione narra dell'apparizione di un'immagine sacra ad un pastorello. Un'altra festa è il 12 settembre. Successivamente l'eremo viene chiuso il 21 novembre per essere riaperto durante la Pentecoste.